# Mémorial du génocide de Bigogwe
Le mémorial du génocide de Bigogwe commémore le massacre de masse des Tutsi survenu en  avril 1994 à Bigogwe, secteur de Bigogwe, district de Nyabihu, dans la Province de l’Ouest, lors du Génocide de 1994 perpétré contre les Tutsi au Rwanda.

## Emplacement

### Localisation
Le mémorial du génocide de Bigogwe se trouve dans le secteur de Bigogwe, district de Nyabihu, dans la Province de l’Ouest du Rwanda.

### Contexte
| \| 150 km1:3 445 000 \| Kibuye Gisenyi Bisesero Ntarama Kigali Nyamata Murambi Rusiga |
| 150 km1:3 445 000                                                                     |

| Mémoriaux du génocide des Tutsis au Rwanda |
| (2018) Année d'inauguration                |

Le Mémorial du Génocide de Bigogwe fait partie d'un ensemble de nombreux sites commémoratifs, tombes communes présents sur le territoire du Rwanda et en dehors, liés au génocide de 1994.
Quelques sites commémoratifs font partie du patrimoine mondial de l'UNESCO.

Communes du Rwanda en 1994

## Histoire
Le mémorial a été établi pour honorer les milliers de Tutsi massacrés à Bigogwe et dans ses environs pendant le génocide de 1994. Le site abrite les restes de plus de 10 000 victimes du génocide. Le mémorial a fait l’objet de plusieurs phases d’agrandissement et de rénovation, notamment en 2024, où un nouveau mur commémoratif et un centre d’accueil ont été achevés. En avril 2014, une grenade datant du génocide a été retrouvée lors des travaux sur le site, mais l’incident a été maîtrisé sans conséquence sur la poursuite des travaux,.

## Particularités
Outre les tombes collectives, le mémorial comprend des stèles, un centre d’accueil pour visiteurs et des salles d’exposition dédiées à la mémoire des victimes. L’agrandissement du site a permis d’améliorer la capacité d’accueil et la conservation des restes.
Le mémorial abrite les restes de plus de 10 000 victimes du génocide des Tutsi, provenant du secteur de Bigogwe et des villages environnants,. Des cérémonies de recueillement et de commémoration, appelées Kwibuka, y sont organisées chaque année, rassemblant survivants, familles et officiels.